# Hyperstrotia semiochrea
Hyperstrotia semiochrea är en fjärilsart som beskrevs av George Francis Hampson 1898. Hyperstrotia semiochrea ingår i släktet Hyperstrotia och familjen nattflyn. Inga underarter finns listade i Catalogue of Life.